# Poor Paddy Works on the Railway

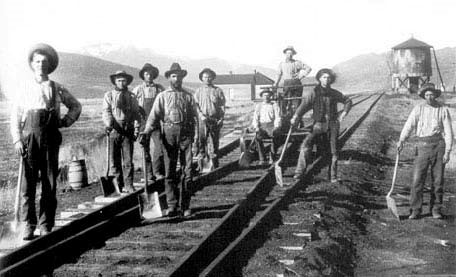
Gleisarbeiter in den USA

Poor Paddy Works on the Railway ist ein irischer und amerikanischer Folksong, der auch als Seemannslied gesungen wird. In dem Stück geht es um einen irischen Arbeiter, der am Aufbau einer Eisenbahnstrecke arbeitet. Das Lied ist unter verschiedenen Titeln bekannt, darunter Pat Works on the Railway, Paddy on the Railway, Paddy Works on the Erie und Fillimiooriay. Es ist mit der Nummer 208 im Roud Folk Song Index eingetragen.

## Geschichte
In seinem 1927 erschienenen Buch The American Songbag schreibt der Schriftsteller und Historiker Carl Sandburg, das Lied sei seit den frühen 1850er Jahren in Notenblättern veröffentlicht worden. Die früheste bislang bestätigte Veröffentlichung war jedoch erst im Jahr 1864 in einer Manuskript-Zeitschrift. 1938 wurde das Lied für die Library of Congress erstmals aufgenommen, die Aufnahme wurde 1941 veröffentlicht.
Die Verwendung des Liedes als Shanty ist erstmals 1867 in Seven Years of a Sailor’s Life von George Edward Clark bezeugt. Clark berichtet von den Liedern, die die Fischer beim Lichten des Ankers sangen. Eines davon hieß Paddy on the Railway. In On Board the Rocket bringt Robert Chamblet Adams 1879 Beispiele für Melodien und Texte von Shanties, darunter auch „Paddy, Come Work on the Railway“.

## Text
Die Große Hungersnot in Irland führte in der Mitte des 19. Jahrhunderts zur Emigration zahlreicher Iren nach Großbritannien und in die Vereinigten Staaten. Dort fanden viele Arbeit bei dem damals erfolgenden Bau der Eisenbahn. Der Text des Liedes spiegelt die Arbeit wider, die Tausende von irischen Gleisarbeitern in der irischen Diaspora verrichteten.
Das Lied besingt einen mehrjährigen Zeitraum ab 1841. Der Name Paddy oder Pat ist eine Kurz- bzw. Koseform des Vornamens Pádraig (= Patrick), der in Irland besonders verbreitet ist. Er steht in dem Lied allgemein für den Typus des irischen Arbeiters und bezieht sich nicht auf eine bestimmte Person. Das Lied erzählt weniger eine durchgehende Geschichte, sondern reiht vielmehr spezifische und manchmal zufällige Gedanken aneinander, die einen Reim mit der Jahreszahl bilden. Das zeigt beispielsweise die aus jedem Zusammenhang gerissene Erwähnung des irischen Politikers Daniel O’Connell (1775–1847), der keinerlei Bezug zum Eisenbahnbau oder zu Gleisarbeitern hatte.
Der Songtext ist in unterschiedlichen Versionen überliefert, von denen im Folgenden zwei wiedergegeben werden.
Songtext

Chorus:

I’m weary of the railway

Poor Paddy works on the railway.

Verses:

In eighteen hundred and forty one

Me corduroy breeches I put on

Me corduroy breeches I put on

To work upon the railway, the railway

In eighteen hundred and forty-two

I didn’t know what I should do

I didn’t know what I should do

To work upon the railway, the railway

In eighteen hundred and forty-three

I sailed away across the sea

I sailed away across the sea

To work upon the railway, the railway

In eighteen hundred and forty-four

I landed on Columbia’s shore

I landed on Columbia’s shore

To work upon the railway, the railway

In eighteen hundred and forty-five

When Daniel O’Connell he was alive

When Daniel O’Connell he was alive

To work upon the railway, the railway

In eighteen hundred and forty-six

I changed my trade to carrying bricks

I changed my trade to carrying bricks

For working on the railway

In eighteen hundred and forty-seven

Poor Paddy was thinking of going to Heaven

Poor Paddy was thinking of going to Heaven

To work upon the railway, the railway

In eighteen hundred and forty-eight,

I learned to take my whiskey straight

I learned to take my whiskey straight

To work upon the railway, the railway
Sinngemäße Übersetzung

Refrain:

Ich habe genug von der Eisenbahn

Der arme Paddy arbeitet bei der Eisenbahn.

Strophen:

Achtzehnhunderteinundvierzig

Zog ich meine Cordhosen an.

Ich zog meine Cordhosen an,

Um bei der Eisenbahn zu arbeiten, der Eisenbahn.

Achtzehnhundertzweiundvierzig

Wusste ich nicht, was ich tun sollte.

Ich wusste nicht, was ich tun sollte,

Um bei der Eisenbahn zu arbeiten, der Eisenbahn.

Achtzehnhundertdreiundvierzig

Segelte ich weg über das Meer.

Ich segelte weg über das Meer,

Um bei der Eisenbahn zu arbeiten, der Eisenbahn.

Achtzehnhundertvierundvierzig

Landete ich an Columbias Küste.

Ich landete an Columbias Küste,

Um bei der Eisenbahn zu arbeiten, der Eisenbahn.

Achtzehnhundertfünfundvierzig,

Als Daniel O’Connell noch lebte,

Als Daniel O’Connell noch lebte,

Um bei der Eisenbahn zu arbeiten, der Eisenbahn.

Achtzehnhundertsechsundvierzig

Wechselte ich meine Arbeit zum Schleppen von Ziegeln.

Ich wechselte meine Arbeit zum Schleppen von Ziegeln

Für die Arbeit bei der Eisenbahn.

Achtzehnhundertsiebenundvierzig

Dachte der arme Paddy daran, in den Himmel zu gehen.

Der arme Paddy dachte daran, in den Himmel zu gehen,

Um bei der Eisenbahn zu arbeiten, der Eisenbahn

Achtzehnhundertachtundvierzig,

Lernte ich, meinen Whiskey pur zu trinken.

Ich lernte, meinen Whiskey pur zu trinken.

Um bei der Eisenbahn zu arbeiten, der Eisenbahn
Alternativer Songtext

Chorus:

Fil-i-me-oo-ree-eye-ri-ay

Fil-i-me-oo-ree-eye-ri-ay

Fil-i-me-oo-ree-eye-ri-ay

To work upon the railway

Verses:

In eighteen hundred and forty-one

I put me cord’roy breeches on

I put me cord’roy breeches on

To work upon the railway

In eighteen hundred and forty-two

I left the Old World for the new

Bad cess to the luck that brought me through

To work upon the railroad

When we left Ireland to come here

And spend our latter days in cheer

Our bosses, they did drink strong beer

And Pat worked on the railway

Our boss’s name, it was Tom King

He kept a store to rob the men

A Yankee clerk with ink and pen

To cheat Pat on the railroad

It’s "Pat do this" and "Pat do that"

Without a stocking or cravat

And nothing but an old straw hat

While Pat works on the railroad

One Monday morning to our surprise

Just a half an hour before sunrise

The dirty divil went to the skies

And Pat worked on the railroad

And when Pat lays him down to sleep

The wirey bugs around him creep

And divil a bit can poor Pat sleep

While he works on the railroad

In eighteen hundred and forty-three

’Twas then I met Miss Biddy MacGhee

And an illygant wife she’s been to me

While workin' on the railway

In eighteen hundred and forty seven

Sweet Biddy MacGhee, she went to heaven

If she left one child, she left seven

To work upon the railway

In eighteen hundred and forty eight

I learned to take my whiskey straight

’Tis an illygant wife and can’t be bate

For working on the railway

Sinngemäße Übersetzung

Refrain:

Fil-i-me-oo-ree-eye-ri-ay

Fil-i-me-oo-ree-eye-ri-ay

Fil-i-me-oo-ree-eye-ri-ay

Um bei der Eisenbahn zu arbeiten

Strophen:

Achtzehnhunderteinundvierzig

Zog ich meine Cordhosen an

Ich zog meine Cordhosen an

Um bei der Eisenbahn zu arbeiten

Achtzehnhundertzweiundvierzig

Verließ ich die Alte Welt für die Neue

Verflucht sei das Glück, das mich durchbrachte

Um bei der Eisenbahn zu arbeiten

Als wir Irland verließen, um hierher zu kommen

Und unsere letzten Tage in Freude zu verbringen

Unsere Bosse, die tranken starkes Bier

Und Pat arbeitete bei der Eisenbahn

Der Name unseres Bosses war Tom King

Er hatte einen Laden, um die Männer auszurauben

Ein Yankee-Angestellter mit Tinte und Feder

Um Pat bei der Eisenbahn zu betrügen

Es heißt "Pat dies" und "Pat das"

Ohne Strumpf und Krawatte

Und nichts als einen alten Strohhut

Während Pat bei der Eisenbahn arbeitet

Eines Montagmorgens zu unserer Überraschung

Nur eine halbe Stunde vor Sonnenaufgang

Ging der schmutzige Teufel in die Lüfte

Und Pat arbeitet bei der Eisenbahn

Und wenn Pat sich zum Schlafen hinlegt

Krabbeln die Wanzen um ihn herum

Und der arme Pat kann kein bisschen schlafen

Während er bei der Eisenbahn arbeitet

Achtzehnhundertdreiundvierzig

Damals lernte ich Miss Biddy MacGhee kennen

Und sie war mir eine wunderbare Frau

Während ich bei der Eisenbahn arbeitete

Achtzehnhundertsiebenundvierzig

Die süße Biddy MacGhee, sie ging in den Himmel

Wenn sie ein Kind hinterließ, hinterließ sie sieben

Um bei der Eisenbahn zu arbeiten

Achtzehnhundertachtundvierzig

Lernte ich, meinen Whiskey pur zu trinken

Sie ist eine gute Frau und kann nicht getadelt werden

Für die Arbeit bei der Eisenbahn

## Melodie
Das Lied wird auf unterschiedliche Melodien gesungen. In einigen Versionen ähnelt die Melodie der ersten Zeilen jeder Strophe jener der Lieder Johnny I Hardly Knew Ye und When Johnny Comes Marching Home. Oftmals wird das Lied nach und nach schneller.

## Aufführungen
Dieses Lied wurde von zahlreichen Musikern und Sängern interpretiert, darunter
Ewan MacColl,
The Weavers,
The Dubliners,
The Wolfe Tones,
Angelo Kelly & Family,
The Pogues,
Ferocious Dog
und The Tossers.

## Varianten
Die Version der Dubliners, die später von The Pogues übernommen wurde, basiert auf der ersten oben dargestellten Textversion, hat aber in manchen Strophen einen davon abweichenden Text. Außerdem hat sie einen alternativen Refrain, der zusätzlich zu oder anstelle von „I’m weary ...“ gesungen wird, aber in einem viel höheren Tempo:
I was wearing corduroy britches

Digging ditches, pulling switches, dodging hitches

I was workin’ on the railway.
Ich trug Kordhosen

Ich grub Gräben, zog Weichen, wich Stößen aus

Ich habe bei der Eisenbahn gearbeitet.
Für die Verwendung als Shanty überliefert R.C. Adams folgenden Text:
In eighteen hundred and sixty-three,

I came across the stormy sea.

My dungaree breeches I put on

Chorus:

To work upon the railway, the railway,

To work up-on the railway.

Oh, poor Paddy come work on the railway.
Achtzehnhundertdreiundsechzig,

kam ich über das stürmische Meer.

Meine Latzhosen zog ich an,

Refrain:

Um bei der Eisenbahn zu arbeiten, der Eisenbahn,

Um bei der Eisenbahn zu arbeiten.

Oh, armer Paddy, komm und arbeite bei der Eisenbahn.